# Emily Kristine Pedersen
Emily Kristine Pedersen (Copenhague, 7 de marzo de 1996) es una golfista profesional danesa que juega en el Ladies European Tour. Tuvo una exitosa carrera como amateur ganando el European Ladies Amateur Championship 2013 y el British Ladies Amateur Golf Championship en 2014. Profesionalizándose a principios de 2015, tuvo una exitosa primera temporada, finalizando subcampeona en el Deloitte Ladies Open de Países Bajos y en el Lacoste Ladies Open de Francia antes de ganar el Hero Women's Indian Open. Fue nombrada Ladies European Tour Rookie of the Year en 2015.

## Victorias como Amateur
- 2010: Mollea Open, Danish Match Play, Royal Tour Damer III
- 2011: Doral Publix Junior Classic (14–15)
- 2012: Furesopokalen, DGU Elite Tour Damer III, Doral-Publix Junior Classic
- 2013: Spanish Ladies Amateur, German Girls Open, International European Ladies Amateur Championship, DGU Elite Tour Damer Finale, Doral-Publix Junior Classic (16–18)
- 2014: British Ladies Amateur Golf Championship

## Victorias como profesional (5)

### LET Tour (5)
| N.º | Fecha                   | Torneo                          | Puntuación      | Par | Margen de victoria | Subcampeón                                   |
| --- | ----------------------- | ------------------------------- | --------------- | --- | ------------------ | -------------------------------------------- |
| 1   | 25 de octubre de 2015   | Hero Women's Indian Open1       | 70-73-73=216    | E   | 1 golpe            | Malene Jørgensen Becky Morgan Cheyenne Woods |
| 2   | 30 de agosto de 2020    | Czech Ladies Open               | 63-65-71=199    | -17 | 4 golpes           | Christine Wolf                               |
| 3   | 15 de noviembre de 2020 | Saudi Ladies International      | 67-68-71-72=278 | -10 | Playoff            | Georgia Hall                                 |
| 4   | 19 de noviembre de 2020 | Saudi Ladies Team International | 69-66-67=202    | -14 | 2 golpes           | Anne van Dam Stephanie Kyriacou Luna Sobrón  |
| 5   | 29 de noviembre de 2020 | Open de España Femenino         | 68-71-68-66=273 | -15 | 4 golpes           | Nuria Iturrioz                               |

1 Cosancionado con el Ladies Asian Golf Tour.

## Resultados en los grandes de la LPGA
| Torneo                   | 2014 | 2015 | 2016 | 2017 | 2018 | 2019 | 2020 |
| ------------------------ | ---- | ---- | ---- | ---- | ---- | ---- | ---- |
| Inspiration              | NJ   | NJ   | NJ   | NJ   | CUT  | NJ   | NJ   |
| U.S. Women's Open        | NJ   | NJ   | NJ   | NJ   | T41  | NJ   |      |
| Women's PGA Championship | NJ   | NJ   | NJ   | T36  | CUT  | CUT  | NJ   |
| Women's British Open     | CUT  | CUT  | T40  | CUT  | NJ   | NJ   | T11  |
| The Evian Championship ^ | T47  | T25  | T14  | CUT  | NJ   | NJ   | NT   |

^ The Evian Championship fue añadido como un grande en 2013.

NJ = no jugó

CUT = no pasó el corte

"T" = empate

En fondo amarillo cuando finalizó entre las 10 primeras.

## Apariciones en Equipo
Amateur
- Junior Vagliano Trophy (representando al Continente de Europa): 2011 (ganadoras)
- Junior Ryder Cup (representando a Europa): 2012, 2014
- Junior Solheim Cup (representando a Europa): 2013
- Vagliano Trophy (representando al Continente de Europa): 2013 (ganadoras)
- Espirito Santo Trophy (representando a Dinamarca): 2014

Profesional
- The Queens (representando a Europa): 2015
- Solheim Cup (representando a Europa): 2017